# 2002年冬季奥林匹克运动会尼泊尔代表团
2002年冬季奥林匹克运动会尼泊尔代表团参加了在美国盐湖城举行的第19届冬奥会。该队在该届赛事中仅派出一名选手参加越野滑雪比赛。